# Грубошёрстная померанская овца
Грубошёрстная помера́нская овца (нем. Rauwolliges Pommersches Landschaf) — среднего размера, тонконогая, выносливая порода домашних овец. 

## Общие сведения и история разведения

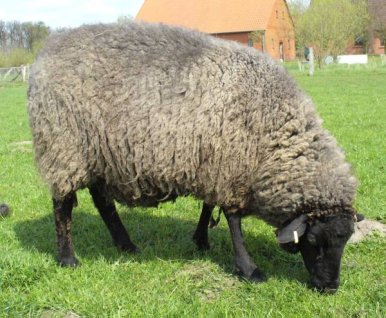
Грубошёрстная померанская овца

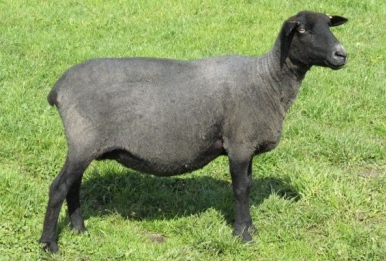
Грубошёрстная померанская овца после стрижки

Померанские  овцы устойчивы к непогоде — дождю, холодному ветру, их шерсть хорошо подходит для влагозащитных свитеров, курток, одеял.
Эту грубошёрстную породу издавна разводили в сельской местности, прежде всего в Померании, что и объясняет её название. Средний вес овцы составляет примерно 55—65 кг. Оба пола этой породы обычно не имеют рогов, но встречаются и исключения. 
Длинная спирально-скрученная шерсть померанских овец может иметь оттенки цвета от сине-чёрного до коричневого, бежевого и серого. Непокрытые шерстью ноги и голова, как правило, чёрные.
Существуют свидетельства, что разведение этих овец имеет 3000-летнюю историю,  местом их обитания в древности называют остров Рюген. Вплоть до середины XX века в Германии выращивались тысячи померанских овец, но позднее возникла угроза их исчезновения из-за глобализации и унификации производства шерстяной продукции. В 1980 году оставалось меньше 100 животных. Из них были отобраны семь самцов, которые положили  начало семи линиям дальнейшего разведения померанских овец. Шерсть этой породы используется для получения пряжи и войлока, мясо ягнят считается особым деликатесом и высоко ценится гурманами. 
По инициативе аграрного объединения (нем. Agrarbörse Deutschland Ost e.V.) и руководства Лихтенберга с 2009 года  для разведения померанских овец в ландшафтном парке Херцберге было выделено 20 га площади.
Около 130 выносливых овец привыкают к жизни в этом районном парке Берлина, посетители которого, особенно дети, с любопытством останавливаются, чтобы посмотреть «спектакль животных в центре города». Экономическую выгоду этому проекту приносит успешная местная продажа шерсти померанских овец (для ручного вязания) и их парно́го мяса (для кулинарии).